# Fântânița Murfatlar (sit SCI)
Fântânița Murfatlar este o arie protejată (arie specială de conservare — SAC, sit de importanță comunitară — SCI) din România, desemnată în scopul protejării biodiversității și menținerii într-o stare de conservare favorabilă a florei spontane și faunei sălbatice, precum și a habitatelor naturale de interes comunitar aflate în arealul zonei de protecție. Aceasta se întinde pe o suprafață de 577,5 ha, integral pe uscat.

## Localizare
Situl se întinde pe teritoriul administrativ al orașului Murfatlar din județul Constanța. Centrul sitului Fântânița Murfatlar este situat la coordonatele 44°09′16″N 28°23′11″E / 44.154403°N 28.386333°E.

## Înființare
Situl Fântânița Murfatlar (ROSCI0083) a fost declarat sit de importanță comunitară în decembrie 2007 pentru a proteja 2 specii de plante și 6 specii de animale. Situl a fost protejat și ca arie specială de conservare în mai 2022. Situl include rezervația naturală Fântânița - Murfatlar.

## Biodiversitate
Situată în ecoregiunea de stepă, aria protejată conține 3 habitate naturale: Păduri de stejar alb estice, Tufișuri caducifoliate ponto-sarmatice, Stepe ponto-sarmatice.
La baza desemnării sitului se află mai multe specii protejate:
- plante (2): Pontechium maculatum subsp. maculatum, sisinei (Pulsatilla grandis)
- mamifere (2): popândău (Spermophilus citellus), dihor pătat (Vormela peregusna)
- nevertebrate (2): fluturele purpuriu (Lycaena dispar), Paracaloptenus caloptenoides
- reptile (2): balaurul dobrogean (Elaphe sauromates), țestoasa de uscat dobrogeană (Testudo graeca)

Pe lângă speciile protejate, pe teritoriul sitului au mai fost identificate 50 de specii de plante, 1 specie de amfibieni, 18 specii de nevertebrate, 1 specie de reptile.